# 化石星系群
化石星系群 (Fossil Galaxy Groups、fossil Groups或fossil clusters) 被認為是正常星系群在星系合併的過程中，最終殘留在X射線星系暈中的結果。星系在集團中相互作用和合併，這些星系合併背後的物理過程是動態摩擦。在星系亮度上動態摩擦的時間尺度被認為是很古老的，自從它們開始塌縮以來在星系亮度上只有少量的降低。化石星系群因此是研究星系的形成和發展中很重要的實驗室，並且是獨立系統的星系團內介質。 

## 外部連結
- Fossil galaxies 'eat neighbours' （页面存档备份，存于）
- Concentrated Dark Matter at the Cores of Fossil Galaxies （页面存档备份，存于）
- A fossil galaxy cluster （页面存档备份，存于）